# DivX
Pour les articles homonymes, voir DivX (homonymie).
Chronologie des versions
DivX ;-) (d)
DivX est une marque déposée correspondant originellement à un codec vidéo freeware fondé sur MPEG-4 Part 2 proposé par DivX Inc. (anciennement DivXNetworks, Inc.), connu pour sa capacité à compresser de longs et gros (plusieurs gigaoctets) fichiers vidéo en fichiers bien plus légers (quelques centaines de mégaoctets). Il a été au centre de controverses à cause de son utilisation pour copier et distribuer des films extraits de DVD aux droits réservés. 
La société Sonic Solutions propriétaire notamment du logiciel de gravure Roxio, a racheté l'entreprise DivX Inc. fin 2010, avant d'être elle-même rachetée en février 2011 par Rovi Corporation.
DivX ne doit pas être confondu avec DIVX, terme sans aucun lien, tentative pour créer un système payant de location de DVD de la chaîne de magasins Circuit City aux États-Unis. À ses débuts, le codec DivX était plus exactement nommé DivX ;-) l'émoticône ayant été ajoutée pour créer une référence humoristique au système DIVX de Circuit City, déjà définitivement abandonné.

## Principe
- Un film sur support DVD, compressé en MPEG-2, occupe généralement entre 4 et 8 gigaoctets ; avec DivX, ce même film peut être compressé sur environ 0,7 gigaoctet (soit 700 Mo) pour un film de quatre-vingt-dix minutes, ce qui permet d’avoir un film sur un CD ou environ six films en bonne qualité sur un DVD de 4,7 Go soit environ 9 h 30.
- Pour une telle compression, la perte de qualité est pourtant minime. Divers programmes sont disponibles pour créer un fichier DivX à partir d’un DVD. Le fichier peut ensuite être stocké sur n’importe quel support ayant suffisamment d’espace disponible.

## Historique
DivX 3.11 et les versions précédentes réfèrent généralement à une version « piratée » du codec de l’époque de Microsoft (MPEG-4 modifié). DivX a été créé aux alentours de 1999 à Montpellier par le Français Jérôme Rota (connu sous le pseudonyme de Gej). Le codec de Microsoft, initialement prévu pour l’encapsulation dans un format de streaming ASF a été transformé pour permettre son stockage à l’intérieur de fichiers AVI — c’est le codec DivX 3.11.
L’entreprise créée par Jérôme Rota, DivXNetworks, Inc., a par la suite produit une version 4 du codec totalement indépendante du codec de Microsoft (et de sa version 3.11) afin d’éviter des problèmes avec la firme de Redmond. DivXNetworks a demandé le dépôt d’un brevet pour son nouveau codec, qui suit la certification de la norme MPEG4 Advanced Simple Profile.
Le codec DivX est disponible en téléchargement depuis le site de DivXNetworks, Inc. pour les systèmes d’exploitation Windows (Vista, XP, 2000, ME, 98), GNU-Linux et Mac OS X.
Ce n’est pas un logiciel libre et son code source n’est pas disponible, mais une version publique — appelée OpenDivX — a été mise à disposition par DivXNetworks au début de l’année 2001.
Xvid fut alors créé à la suite d’une controverse sur les réelles intentions qu’avait DivXNetworks quand il publia OpenDivX, connu aussi sous le nom de code Project Mayo (également nom donné au site web hébergeant le projet) : certains l’accusèrent en effet d’avoir lancé le projet dans le seul but de récolter des idées pour les réutiliser ensuite dans le codec DivX 4. Xvid, logiciel libre cette fois, parvenu sans conteste à la maturité, est à présent maintenu par un groupe indépendant et ouvrant sur plusieurs ramifications d’études et de travail[Quand ?]. Aujourd’hui, OpenDivX et Project Mayo ont disparu.
Stage6, la plate-forme d'hébergement vidéo de DivX, a fermé le 28 février 2008.
Début 2015, DivX a été rachetée par NeuLion.

## Nouveautés de la version 6
Outre un codage et une compression améliorés, la version 6 de DivX ajoute un conteneur — l’apparition de l’extension .divx le confirmant — permettant la gestion de différentes bandes sonores (multilingues), les sous-titres, les chapitrages et les menus interactifs, amenant le DivX au niveau du DVD quant au confort d’utilisation. La compatibilité avec les lecteurs de salon reste cependant totale, certains appareils sachant lire les pistes son supplémentaires et les sous-titres sans mise à jour particulière.
Cette version est disponible pour Windows XP et 2000, Mac OS X (6.6), et GNU-Linux ; pour les systèmes Windows ME/98, seul le codec DivX 5.2.1 est actuellement disponible.
La version 6.6.1 du pack mis en ligne le 13 septembre 2007 apporte un nouveau logiciel d’amélioration audio accompagnant le DivX Player, le DFX Audio Enhancer élaboré par Power Technology (déjà présent sur de nombreux autres lecteurs), permettant de contrôler et de corriger le son sur cinq critères : la fidélité, l’ambiance, le 3D surround, le boost dynamique et l’hyper-basse. Ce logiciel, payant (11,89 EUR TTC), est fonctionnel en test durant trente jours.
De son côté, le lecteur DivX Player, depuis la version 6.5.0, reconnaît et peut lire les fichiers de sous-titres au format subrip (.srt) placés dans le même dossier que le fichier vidéo et portant le même nom. La couleur des sous-titres peut être paramétrée ainsi qu’un décalage à la lecture.

## Nouveautés de la version 7
Mise en œuvre du codage vidéo H.264 et audio AAC, prise en compte et création du conteneur MKV.
- La version 7 est disponible pour Mac OS X depuis fin janvier 2009.

### Composition des éléments
- Codec DivX en version 6.8.5 (20 décembre 2008)
- Lecteur DivX Player en version 7.2.0 (21 octobre 2009)
  - Programme d’amélioration du son DFX
  - Lecteur DivX Player en version 2.0.0 pour Mac OS X (30 mai 2007) ne permet pas (encore) de lire les sous-titres ni de choisir la bande son.
- Codeur DivX Converter en version 7.1.0 (21 octobre 2009)
- DivX Web Player en version 1.5.0 (2 juin 2009)
- H.264 Decoder en version 1.1.0 (21 octobre 2009)

### Caractéristiques du DivX Media
- Menus vidéo interactifs
- Sous-titrage XSUB™
- Pistes audio multiples
- Chapitrage
- Balises vidéo XTAG™
- Extension des fichiers en .divx

#### Les éléments des packs DivX
- Pack DivX for Windows ou Mac Pro : lecture, codage de tous les formats DivX (payant).
- Pack DivX for Windows ou Mac : lecture de tous les formats DivX (gratuit).

### Téléchargement
- Les différents packs du codec sont disponibles sur le site officiel de DivX Inc..